# 史若虚
史若虚（1918年—1983年），原名史宝玺，字尊一，男，山东阳信人，中国剧作家、戏曲教育家，中国戏剧家协会理事，中国戏曲学院首任院长。